# Cherveux
Cherveux  là một xã trong tỉnh Deux-Sèvres trong vùng Nouvelle-Aquitaine ở phía tây nước Pháp. Xã này có diện tích 22,2 km2.